# Lepeoptheirus aesopus
Lepeoptheirus aesopus är en kräftdjursart som beskrevs av Wilson 1906. Lepeoptheirus aesopus ingår i släktet Lepeoptheirus och familjen Caligidae. Inga underarter finns listade i Catalogue of Life.